# La Boule noire
La Boule noire (tj. černá koule) je koncertní sál ve čtvrti Montmartre v Paříži, který se nachází na adrese 120 boulevard de Marguerite-de-Rochechouart v 18. obvodu. Sousedí s koncertním sálem La Cigale.

## Historie
Původně se jednalo o tančírnu založenou v roce 1822 ve vesnici Montmartre. Když podnik převzal muž jménem Bécuzet, nechal postavit portikus, který se později stal vchodem do La Cigale. Tento vstup byl zakončen osvětlenou skleněnou koulí. Časem se původní bílá koule pokryla špínou a zčernala, což dalo podniku jméno.

## Koncertní sál
Boule Noire má sál s designem ze 70. let, který pojme 200 lidí.
V programu se mísí jak mladé talenty, tak známé hvězdy především hudebních žánrů rock a metal (např. Linkin Park, The Libertines, Morcheeba, Queens of the Stone Age), world music a šansony (např. Manu Chao, Ja'el Na'im).